# Exposure at Default
L'Exposure at Default (EaD) è una misura del rischio di esposizione, una delle componenti del rischio di credito previsto dall'Accordo di Basilea II.
Essa è una stima del valore effettivo del credito al verificarsi dello stato di insolvenza (default), e comprende, ad esempio, anche i margini disponibili su aperture di credito non prontamente revocabili.
Basilea II prevede nell'approccio Foundation (FIRB) una serie di regole fisse che le banche devono rispettare nel calcolo, invece le banche ammesse all'utilizzo dell'approccio Advanced (AIRB) possono sviluppare proprie stime interne.